# ジョン・トーマス・シーファー
ジョン・トーマス・シーファー（英語：John Thomas "Tom" Schieffer、1947年10月4日 - ）は、アメリカ合衆国の政治家、実業家、外交官。駐日アメリカ合衆国大使、テキサス州議会下院議員などを務めた。なおCBSイブニングニュースのアンカーマンであるボブ・シーファーは兄に当たる。

## 職歴
1947年10月4日にテキサス州フォートワースに誕生する。1966年に公立のアーリントン・ハイツ高校を卒業後はテキサス大学オースティン校に入学し、大学では主専攻として政治学を、副専攻として歴史学を学び、1970年に卒業した。なお大学在学中は学業と並行して、テキサス州議会のドン・ケナード上院議員及びジョン・コナリー州知事（いずれも当時）の事務所で働いていた。大学卒業後は引き続き大学院に進学し、1972年には国際関係学の分野で修士号を取得した。この時の修士論文の題材は、「インドにおける核兵器についての議論の検討」であった。
1972年に修士号を取得してからは、同年に行われたテキサス州議会下院議員選挙に民主党から出馬・当選し、若くして政界進出を果たす。そして、この初当選から1978年の選挙で敗北するまでの3期6年に渡って州下院議員を務めた。シーファーはテキサス州民主党の中でも保守派に属し、コナリーやベンツェン連邦上院議員（当時であり、後にクリントン政権で財務長官を務めた）と協力関係・親交を深めた。
下院議員を退任した後は法曹界へと進み、1979年に弁護士登録を行ってからは、フォートワースの石油・天然ガス関連企業において企業弁護士として活動した。また、弁護士業の傍らで選挙キャンペーンにも携わっており、テキサス州のマーク・ホワイト州知事の選挙キャンペーンに参加した際には、フォートワース地区の責任者として働いている。

## ダラスへの進出
1989年にシーファーは当時実業家として働いていたジョージ・W・ブッシュとエドワード・W・ローズと共に野球場開発計画に参加するようになった。この開発計画によってテキサス・レンジャースが誘致され、シーファーは140万ドルもの利益を上げ、テキサス州アーリントンにおける野球場建設事業にも関わるようになった。1994年にブッシュがテキサス州知事選挙の共和党候補に選出されると、シーファーはブッシュを支持し、その政治活動を支援するようになった。
1998年にテキサス・レンジャースは売却され、経営者は全員極めて大きな利益を獲得した。シーファーは1999年4月まで会社に残り、コンサルタント業を始めるために職を辞した。彼はJ・トーマス・シーファー・マネジメント・カンパニーを設立し、2001年にオーストラリア大使に任命されるまでこの会社を率いた。地域活動にも力を入れ、ペンローズ財団、ダラス・カウンティ・コミュニティ・カレッジ財団、2012年ダラスオリンピック招致委員会などの理事を務めている。

## 駐豪大使
2001年8月23日にシーファーはキャンベラのオーストラリア政府に信任状を提出した。問題のきわめて少ない米豪関係を反映して、アメリカ合衆国の在オーストラリア大使には外交経験の無い大統領の支持者が任命されることが多く、オーストラリア政府としても、時の大統領と個人的に親しい人物であれば問題視しない姿勢をとっている。
シーファーがキャンベラに到着して1週間も立たないうちに、アメリカで同時多発テロが発生した。この日シーファーはオーストラリアのジョン・ハワード首相に同行してワシントンD.C.に滞在していた。オーストラリアへと戻った彼は、しばしばメディアに出演してテロへの非難とアメリカの世界政策への賛同を訴えた。
2002年から2003年にかけてはシーファーには保守ハワード政権と密着し過ぎているのでは無いかとの批判が寄せられることもあった。ハワード首相は2003年のイラク戦争においてもアメリカ合衆国を全面的に支持し、部隊をイラクに送っている。
2001年11月のオーストラリア総選挙後には、それまでテロを受けて超党派でアメリカを支持してきたオーストラリア政界において、シーファーとオーストラリアの野党労働党との関係は、党首がアメリカに友好的なキム・ビーズリーからサイモン・クリーンへと変わったため気まずい物になった。2003年12月にマーク・ラサムが党首に就任すると、関係はさらに悪化した。
2004年アメリカ合衆国大統領選挙でブッシュが再選を果たすと、シーファーは次期在オーストラリア大使には就任しないことを発表した。2004年の末に彼はワシントンへと戻ったが、正式な辞任は翌年2005年4月1日付けとなっている。

## 駐日大使

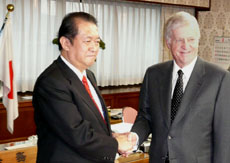
鳩山邦夫法務大臣と（2008年3月11日）

2005年4月から2009年1月まで駐日アメリカ合衆国大使の任に当たった。2005年4月1日にベーカー・ジュニア大使の後任として東京に着任した。好調な日米関係の維持・在日アメリカ軍基地再編・BSEに絡むアメリカ産牛肉輸入問題などについて日本政府との交渉に当たった。
2006年9月18日にシーファーはスザンヌ夫人と東京都内の吉野家店舗に初めて足を運んだ。吉野家がアメリカ産牛肉を使った「牛丼復活祭」限定100万食プロモーションキャンペーンを実施した時であり、牛丼を夫妻共にきちんと箸を使って完食し、日本の消費者にアメリカ産牛肉の安全性をアピールした。「肉がフィラデルフィアのチーズステーキに味が似ていて最高に美味い（要約）」とシーファーは話す。
2007年3月に下院で審議されていた従軍慰安婦問題をめぐる対日非難決議案をめぐっては、「河野談話から後退したら日米関係は破壊的になる」という趣旨の内政干渉とも受け取れる発言を行い、河野談話の歴史観を当時の安倍晋三首相が継承することを要求した。
前任者に引き続き、駐日アメリカ合衆国大使館の敷地の賃貸料の滞納を行っていたが（これは「そもそも1896（明治29）年に交わした契約文書に値上げの規定は無く、大幅な値上げには応じられない」との理由による。）、最初の滞納の時効を控えた2007年12月10日に段階的な賃貸料引き上げで合意し、アメリカ側は同日までに10年分の借地料7000万円を支払い、3代の在日大使に渡る日本とアメリカの懸案事項であったこの問題に終止符を打った。

## ロサンゼルス・ドジャース
2011年4月にMLBコミッショナーのバド・セリグは、経営状態悪化の懸念から球団を監視下に置いたロサンゼルス・ドジャースの管理責任者にシーファーを選任したが、現在のオーナーのフランク・マッコートは「送り込まれた誰かがドジャースを奪うことは明らかに間違っている」と異を唱えている。